# Polinia di Weddell
La polinia di Weddell è una polinia nel Mare di Weddell, parte dell'Oceano Antartico situata a ridosso del continente antartico, formatasi negli anni settanta e poi altre due volte nel 2016 e nel 2017.

## Storia
La polinia è un'apertura nel ghiaccio che ricopre il mare che può perdurare per mesi divenendo un'oasi in cui pinguini, balene e foche possono emergere per respirare. Nel ghiaccio che si forma superficialmente nel mare di Weddell in Antartide nel 2016 e nel 2017 si è verificato un'apertura del genere; fenomeni simili si erano osservati anche negli anni settanta (1974, 1975 e 1976) grazie alla messa in orbita dei primi satelliti, che attraverso il monitoraggio della superficie antartica permisero la scoperta di un'apertura nel ghiaccio grande quanto la Nuova Zelanda; il fenomeno si verificò per tre inverni antartici consecutivi nonostante le temperature fossero molto al di sotto dello zero; diversamente da questi primi esempi, nei fenomeni del 2016 e del 2017 è stato possibile monitorare il fenomeno in maniera più apprfondita. Tramite la combinazione delle immagini satellitari dello strato di ghiaccio che ricopre il mare, mezzi robotici e foche dotate di sensori, una ricerca dell'Università di Washington pubblicata sulla rivista Nature, ha fornito una prima ipotesi del motivo per cui per pochi mesi all'anno si forma questa apertura. Inizialmente si pensava fosse un fenomeno raro, se non addirittura ormai estinto, ma a seguito degli eventi del 2016 e del 2017 e a seguito delle osservazioni condotte, si è ipotizzato che i fenomeni recenti si siano verificati a causa di una combinazione di fattori legati alle insolite condizioni dell'oceano e a una serie di forti tempeste e uragani. L'evento verificatosi nell'agosto 2016 aveva un'estensione di 33.000 chilometri quadrati ed è durato tre settimane mentre quello dell'anno successivo ha raggiunto un'estensione di circa 50.000 chilometri quadrati e si è manifestato tra settembre e ottobre. Grazie anche ai dati di lunga data del programma di osservazione dell’oceano "Argo", alle stazioni meteorologiche e a decenni di immagini satellitari oltre ai dati forniti dalle foche dotate di dispositivi che nuotavano sotto il ghiaccio marino e che hanno dimostrato le normali condizioni dell'acqua negli anni in cui si era verificato il fenomeno e grazie ad alcuni strumenti che erano rimasti intrappolati nel vortice sopra una montagna marina, la Maud Rise, che hanno fornito anni di registrazioni di dati nello stesso punto, si è giunti all'ipotesi che la polinia potrebbe essere causata da una serie di fattori che si devono verificare contemporaneamente.

## Ipotesi sulle cause
I venti che soffiano in Antartide si avvicinano alla costa, favoriscono un maggiore rimescolamento verso l'alto nel mare di Weddell orientale; qui, una montagna sottomarina conosciuta come Maud Rise, costringe la densa acqua di mare attorno a sé e lascia un vortice rotante sopra; quando la superficie dell’oceano è particolarmente salata, come appunto verificatosi nel 2016, le tempeste invernali possono innescare una circolazione capovolta e l'acqua più calda e salata dalle profondità viene portata in superficie dove viene raffreddata dall'aria e resa quindi più densa dell'acqua sottostante; poi, man mano che questa acqua affonda a causa della maggiore densità, viene sostituita da acqua profonda relativamente più calda di circa 1 grado, creando un circuito che impedisce al ghiaccio di formarsi.

## Influenza del fenomeno sul cambiamento climatico
Le polinia di grandi dimensioni e di lunga durata possono anche influenzare l'atmosfera perché le acque profonde contengono carbonio proveniente da forme di vita che si sono depositate sui fondali nel corso dei secoli; durante la formazione di una polinia, una volta che l'acqua raggiunge la superficie, il carbonio viene rilasciato; questo serbatoio di carbonio è stato rinchiuso per centinaia di anni e, durante l'apertura di una polinia potrebbe essere portato in superficie e, se si verificasse per più anni consecutivi, enormi quantità di carbonio potrebbe essere rilasciate nell'atmosfera e influenzare il sistema climatico.